# کوئیکبورن (کرایس پینبرگ)
شهر کوئیکبورن (به آلمانی: Quickborn) در ایالت اشلسویگ-هل‌اشتاین در کشور آلمان واقع شده‌است.